# Karaköy, Buldan
Karaköy là một xã thuộc huyện Buldan, tỉnh Denizli, Thổ Nhĩ Kỳ. Dân số thời điểm năm 2010 là 924 người.